# Chillicothe Correctional Center
Das Chillicothe Correctional Center ist ein US-Staatsgefängnis für Frauen in Chillicothe, Missouri. Es beherbergte im Jahr 2018 etwa 1.640 weibliche Gefangene (2015: 1.340 Gefangene), die von zirka 470 Angestellten der Gefängnisbehörde und 80 weiteren Angestellten beaufsichtigt und betreut werden. Es gibt 256 Plätze für die Behandlung von Drogenabhängigkeiten. Der Baubeginn des neuen Gebäudes war am 24. Oktober 2006 auf einem 57 ha großen Gelände nördlich von Chillicothe, die Baukosten betrugen 121 Millionen US-Dollar. Die ersten Gefangenen zogen am 2. Dezember 2008 ein. Die Belegungskapazität liegt bei 1728 Personen, während der Vorgängerbau nur rund 480 Insassinnen aufnehmen konnte. Es werden die Sicherheitsstufen Minimum, Mittel und Maximum geführt.
Die Gefangenen übernehmen im öffentlichen Bereich Hilfsarbeiten im Straßenbau, bei Landschaftsarbeiten und weiteren Tätigkeiten in der 9.550 Einwohner (2015) zählenden Stadt Chillicothe. Zu den Gefangenen zählt Gypsy Rose Blanchard, die 2016 zu 10 Jahren Haft verurteilt wurde.